# INSEE-tellingen
De INSEE-tellingen zijn verschillende statistieken met betrekking tot inwonertallen, die verzameld zijn door het Franse bureau voor statistiek, het INSEE (Institut national de la statistique et des études économiques). Hieronder een overzicht van de verschillende definities die voor de inwonertallen worden gehanteerd:
- population municipale, de personen die in gezinswoningen wonen (waar een zelfstandig huishouden wordt gevoerd);
- population comptée à part, hoofdzakelijk de personen die leven in een gezamenlijke voorziening (internaat, kazerne, ziekenhuis, ...);
- population totale, de som van de twee voorgaande aantallen;
- doubles comptes, een deel van population comptée à part, inwoners die ook een andere residentie hebben (buiten de betreffende gemeente, meestal studenten en militairen);
- population sans doubles comptes, de totale bevolking minus de dubbel getelde personen volgens doubles comptes

De population sans doubles comptes is altijd meer dan of gelijk aan population municipale, en minder dan of gelijk aan population totale. Dit aantal wordt gewoonlijk gebruikt bij het presenteren van inwoneraantallen van gemeenten. Op Wikipedia wordt ook deze laatste definitie gebruikt.